# Ілан Бахар

Ілан Бахар (івр. אילן בכר; нар. 17 травня 1975, Рамат-Ган) — колишній ізраїльський футболіст, який грав на позиції правого захисника.

## Кар'єра
За свою 14-річну професійну кар'єру Бахар виступав за сім різних клубів своєї країни. Він також провів два сезони за кордоном: у «Расінгу» в Іспанії, будучи одним з перших ізраїльтян, які підписали контракт із «Кантабрійцями», разом із Йоссі Бенаюном, і зіграв лише двічі протягом сезону, а також у Португалії за клуб «Брага» (не зіграв жодного разу).
Бахар провів шість матчів за національну збірну за три роки.

## Досягнення
- Прем'єр-ліга Ізраїлю: 1999—2000
- Кубок Ізраїлю: 1999—2000
- Кубок Тото: 2001–2002